# David Rockefeller

Coperta cărții Memoirs - de David Rockefeller

David Rockefeller Senior (n. 12 iunie 1915, New York City, New York, SUA – d. 20 martie 2017, Pocantico Hills⁠(d), Mount Pleasant⁠(d), New York, SUA) a fost un om de afaceri american, adept al globalismului și patriarhul actual al familiei Rockefeller. Era singurul copil al lui John D. Rockefeller Jr. și Abby Aldrich Rockefeller, și nepotul magnatului John D. Rockefeller, fondator al Standard Oil. Cei cinci frați decedați ai săi sunt: Abby, John D. III, Nelson, Laurance și Winthrop. A fost căsătorit cu Margaret "Peggy" McGrath și a avut șase copii: David, Abby, Neva, Peggy, Richard și Eileen.
Averea sa netă era estimată la 2,2 miliarde dolari, intrând astfel în rândul celor mai bogați 300 de oameni din lume.

## Cluburi
- Century Club (cunoscut și ca The Century Association), New York;*
- Harvard Club of New York;*
- River Club, New York;*
- Knickerbocker Club, New York;*
- Links Club, New York;*
- University Club, New York;*
- Recess Club, New York;*
- Economic Club of New York;
- New York Yacht Club;*
- Alfalfa Club, Washington;
- Bohemian Club, San Francisco — Rockefeller și fiul său, David Jr., sunt membri ai Stowaway Camp din Bohemian Grove.

(*Sursa: Who's Who 2006, 158th Annual Edition, London: A & C Black Publishers Ltd)
- Să nu uităm și de Bilderberg Group;